# Pete Miller
Richard Miller, detto Pete (4 maggio 1952), è un ex cestista e allenatore di pallacanestro statunitense.

## Palmarès

### Giocatore
- Campionato tedesco: 1

Bayer Giants Leverkusen: 1978-79